# Patrice Pellat-Finet
Patrice Pellat-Finet (* 29. August 1952 in Villard-de-Lans) ist ein ehemaliger französischer Skirennläufer. Er war in den 1970er-Jahren einer der besten französischen Abfahrer, nahm dreimal an Weltmeisterschaften und Olympischen Spielen teil, fuhr im Weltcup sechsmal unter die besten zehn und wurde 1978 Hahnenkamm-Sieger.

## Biografie
Bei seinem ersten Großereignis, den Weltmeisterschaften 1974 in St. Moritz, belegte Pellat-Finet den 27. Platz in der Abfahrt – womit er bester des französischen Teams war. Knapp ein Jahr später gewann er seine ersten Punkte im Weltcup mit Platz neun in der Hahnenkamm-Abfahrt von Kitzbühel am 18. Januar 1975. Am 1. Februar desselben Jahres konnte er sich mit Rang zehn in Abfahrt und Kombination von Megève erneut in den Top 10 platzieren.
In der Saison 1975/76 fuhr Pellat-Finet in zwei Weltcupabfahrten unter die schnellsten zehn: Er wurde Achter in Schladming und Siebter in Morzine, womit er im Abfahrtsweltcup als 19. seine beste Gesamtplatzierung erreichte. Bei den Olympischen Winterspielen 1976 in Innsbruck war er der einzige Franzose, der in der Abfahrt startete. Er beendete das Rennen auf dem 16. Platz.
Nachdem Pellat-Finet im Winter 1976/1977 ohne Weltcuppunkte geblieben, aber französischer Abfahrtsmeister geworden war, erreichte er am 11. Februar 1978 den fünften Platz in der Abfahrt von Les Houches. Dies war sein bestes Weltcupresultat und gleichzeitig sein letzter Punktegewinn. Im Vormonat hatte er mit lediglich Platz 36 in der Abfahrt und Rang 22 im Slalom die nicht zum Weltcup zählende Hahnenkamm-Kombination in Kitzbühel gewonnen. Bei den Weltmeisterschaften 1978 in Garmisch-Partenkirchen fuhr er wie schon vier Jahre zuvor als bester Franzose auf den 27. Platz.

## Erfolge

### Olympische Winterspiele
(zählten zugleich als Weltmeisterschaften)
- Innsbruck 1976: 16. Abfahrt

### Weltmeisterschaften
- St. Moritz 1974: 27. Abfahrt
- Garmisch-Partenkirchen 1978: 27. Abfahrt

### Weltcup
- 6 Platzierungen unter den besten zehn

### Weitere Erfolge
- französischer Meister in der Abfahrt 1977
- Hahnenkamm-Sieger 1978